# Alfred Canales
Alfred Jeafran Canales Céspedes (San Ramón, Santiago; 27 de abril de 2000) es un futbolista profesional chileno que juega como mediocentro defensivo y actualmente se desempeña en Universidad Católica de la Primera División de Chile.

## Trayectoria
Nacido en la comuna de San Ramón, es producto de las divisiones inferiores de Audax Italiano, donde debutó profesionalmente el 25 de enero de 2020, en la victoria del conjunto itálico ante Cobresal.
Durante la temporada 2021 fue cedido a Lautaro de Buin de la Segunda División chilena. Tras su regreso al conjunto de La Florida, en el segundo semestre de 2022 es transferido a Universidad de Concepción de la Primera B chilena. En el conjunto de campanil, resultó trascendente para brindarle una victoria ante el conjunto de Deportes Santa Cruz, marcando el definitorio 3-2 el tiempo de descuento, tras fallar un penal en la misma jugada.
En diciembre de 2022, es anunciada su cesión a Magallanes de la Primera División chilena, por toda la temporada 2023. Terminada su cesión, el 25 de diciembre de 2023 es anunciado como nuevo jugador de Universidad Católica de la Primera División, con un contrato hasta fines de 2026.

## Selección nacional

### Selecciones menores
En noviembre de 2022, fue nominado por el director técnico nacional Eduardo Berizzo a un microciclo de la selección sub-23.
Fue convocado por el entrenador Eduardo Berizzo para ser parte de la sub-23, para participar en los Juegos Panamericanos de 2023.

#### Participaciones en Juegos
| Competición               | Sede     | Resultado        | Partidos | Goles | Asist. |
| ------------------------- | -------- | ---------------- | -------- | ----- | ------ |
| Juegos Panamericanos 2023 | Santiago | Medalla de plata | 5        | 0     | 0      |

#### Detalles de partidos
| Partidos internacionales con Selección Chilena Sub-23 | Partidos internacionales con Selección Chilena Sub-23 | Partidos internacionales con Selección Chilena Sub-23 | Partidos internacionales con Selección Chilena Sub-23 | Partidos internacionales con Selección Chilena Sub-23 | Partidos internacionales con Selección Chilena Sub-23 | Partidos internacionales con Selección Chilena Sub-23 | Partidos internacionales con Selección Chilena Sub-23 | Partidos internacionales con Selección Chilena Sub-23 |
| N.º                                                   | Fecha                                                 | Estadio                                               | Local                                                 | Resultado                                             | Visitante                                             | Goles                                                 | Asist.                                                | Competición                                           |
| ----------------------------------------------------- | ----------------------------------------------------- | ----------------------------------------------------- | ----------------------------------------------------- | ----------------------------------------------------- | ----------------------------------------------------- | ----------------------------------------------------- | ----------------------------------------------------- | ----------------------------------------------------- |
| 1                                                     | 23 de octubre de 2023                                 | Estadio Sausalito, Viña del Mar, Chile                | Chile                                                 | 1-0                                                   | México                                                |                                                       |                                                       | Juegos Panamericanos 2023                             |
| 2                                                     | 26 de octubre de 2023                                 | Estadio Elías Figueroa, Valparaíso, Chile             | Chile                                                 | 1-0                                                   | Uruguay                                               |                                                       |                                                       | Juegos Panamericanos 2023                             |
| 3                                                     | 29 de octubre de 2023                                 | Estadio Sausalito, Viña del Mar, Chile                | Chile                                                 | 5-0                                                   | República Dominicana                                  |                                                       |                                                       | Juegos Panamericanos 2023                             |
| 4                                                     | 1 de noviembre de 2023                                | Estadio Elías Figueroa, Valparaíso, Chile             | Chile                                                 | 1-0                                                   | Estados Unidos                                        |                                                       |                                                       | Juegos Panamericanos 2023                             |
| 5                                                     | 4 de noviembre de 2023                                | Estadio Sausalito, Viña del Mar, Chile                | Chile                                                 | 1-1 (t. s.) 2-4p                                      | Brasil                                                |                                                       |                                                       | Juegos Panamericanos 2023                             |
| Total                                                 | Total                                                 | Total                                                 | Presencias                                            | 5                                                     | Goles                                                 | 0                                                     | 0                                                     |                                                       |

## Estadísticas
| Club                              | Div.       | Temporada  | Liga  | Liga  | Copas nacionales | Copas nacionales | Torneos internacionales | Torneos internacionales | Total | Total |
| Club                              | Div.       | Temporada  | Part. | Goles | Part.            | Goles            | Part.                   | Goles                   | Part. | Goles |
| --------------------------------- | ---------- | ---------- | ----- | ----- | ---------------- | ---------------- | ----------------------- | ----------------------- | ----- | ----- |
| Audax Italiano · Chile            | 1.ª        | 2020       | 9     | 0     | —                | —                | 1                       | 0                       | 10    | 0     |
| Audax Italiano · Chile            | 1.ª        | 2021       | —     | —     | 1                | 0                | —                       | —                       | 1     | 0     |
| Lautaro de Buin · Chile           | 3.ª        | 2021       | 10    | 0     | —                | —                | —                       | —                       | 10    | 0     |
| Lautaro de Buin · Chile           | Total club | Total club | 10    | 0     | 0                | 0                | 0                       | 0                       | 10    | 0     |
| Audax Italiano · Chile            | 1.ª        | 2022       | —     | —     | 1                | 0                | —                       | —                       | 1     | 0     |
| Audax Italiano · Chile            | Total club | Total club | 9     | 0     | 2                | 0                | 1                       | 0                       | 12    | 0     |
| Universidad de Concepción · Chile | 2.ª        | 2022       | 13    | 3     | 2                | 0                | —                       | —                       | 15    | 3     |
| Universidad de Concepción · Chile | Total club | Total club | 13    | 3     | 2                | 0                | 0                       | 0                       | 15    | 3     |
| Magallanes · Chile                | 1.ª        | 2023       | 28    | 3     | 7                | 1                | 8                       | 1                       | 43    | 5     |
| Magallanes · Chile                | Total club | Total club | 28    | 3     | 7                | 1                | 8                       | 1                       | 43    | 5     |
| Universidad Católica · Chile      | 1.ª        | 2024       | 21    | 1     | 3                | 1                | 1                       | 0                       | 25    | 2     |
| Universidad Católica · Chile      | 1.ª        | 2025       | 10    | 0     | 6                | 0                | 1                       | 0                       | 17    | 0     |
| Universidad Católica · Chile      | Total club | Total club | 31    | 1     | 9                | 1                | 2                       | 0                       | 42    | 2     |
| Total club                        | Total club | Total club | 91    | 7     | 20               | 2                | 11                      | 1                       | 122   | 10    |
| 1. 2. 3.                          |            |            |       |       |                  |                  |                         |                         |       |       |

## Palmarés

### Campeonatos nacionales
| Título             | Club       | País  | Año  |
| ------------------ | ---------- | ----- | ---- |
| Supercopa de Chile | Magallanes | Chile | 2023 |